# دایی‌لار (آلاداغ)
دایی‌لار (به ترکی استانبولی: Dayılar) یک منطقهٔ مسکونی در ترکیه است که در آلاداغ، آدانا واقع شده‌است.